# Gagata
Gagata is een geslacht van straalvinnige vissen uit de familie van zuigmeervallen (Sisoridae).

## Soorten
- Gagata cenia (Hamilton, 1822)
- Gagata dolichonema He, 1996
- Gagata gagata (Hamilton, 1822)
- Gagata itchkeea (Sykes, 1839)
- Gagata melanopterus Roberts & Ferraris, 1998
- Gagata pakistanica Mirza, Parveen & Javed, 1999
- Gagata sexualis Tilak, 1970
- Gagata youssoufi Ataur Rahman, 1976